# Константин (Фарандатос)
Митрополи́т Константи́н (греч. Μητροπολίτης Κωνσταντίνος Φαραντάτος; 2 мая 1930, Афины — 23 января 2020, Афины) — епископ Элладской православной церкви, бывший митрополит Неаионийский и Филадельфийский (1994—2014).

## Биография
Родился 2 мая 1930 года в Афинах. После получения среднего образования, поступил на отделение классической филологии философского факультета Афинского университета, а позднее учился в богословском институте Афинского университета.
В сан диакона и пресвитера был рукоположен митрополитом Сервийским и Козанским Дионисием (Псарьяносом) в храме Святого Павла на Псаре.
Служил в качестве священника Маронийской митрополии, священником церкви Святого Георгия в Комотини, а с 1966 года — протосинкеллом. Позднее был сотрудником радиостанции Фракии, а также священником Афинской архиепископии, служа в церкви в Кипсели (район Афин).
В мае 1974 года вошёл в клир Неоионийской и Филадельфийской митрополии, служа проповедником и духовником, а позднее — протосинкеллом.
25 мая 1994 года Священным синодом иерархии Элладской православной церкви был избран митрополитом Неаионийским и Филадельфийским.
29 мая 1994 года был хиротонисан в сан митрополита Неаионийского и Филадельфийского.
2 сентября 2014 года решением Священного синода Элладской православной церкви был уволен на покой по состоянию здоровья.
Скончался 23 января 2020 года.